# Viscum hexapterum
Viscum hexapterum är en sandelträdsväxtart som beskrevs av Simone Balle. Viscum hexapterum ingår i släktet mistlar, och familjen sandelträdsväxter. Inga underarter finns listade i Catalogue of Life.